# Acalolepta malaisei
Acalolepta malaisei es una especie de escarabajo longicornio del género Acalolepta, tribu Monochamini, subfamilia Lamiinae. Fue descrita científicamente por Breuning en 1949.
Se distribuye por Birmania. Mide aproximadamente 10,5-12 milímetros de longitud. El período de vuelo de esta especie ocurre en el mes de junio.